# Lucilia sericata
La mosca verde botella común (Phaenicia sericata o Lucilia sericata) es una mosca de la familia Calliphoridae encontrada en la mayoría de las áreas del mundo y la más conocida de las numerosas especies de moscas verde botella. Es de 10-14 mm de largo, ligeramente más grande que una mosca doméstica, y tiene coloración brillante, metálica, azul-verde u oro con marcas negras. Tiene cerdas (setas) cortas y escasas de color negro en el tórax. Las alas son transparentes con venas marrón claro; las patas y antenas son negras. Las larvas se utilizan para terapia larval.

## Distribución y comportamiento
Lucilia sericata es común en todas las regiones templadas y tropicales del planeta, principalmente el Hemisferio Sur: África y Australia. Prefiere los climas cálidos y húmedos y, en consecuencia, es especialmente común en las regiones costeras, pero también está presente en las zonas áridas. La hembra pone sus huevos en carne, pescado, cadáveres de animales, heridas infectadas de seres humanos o animales y excrementos. Las larvas se alimentan de tejido en descomposición. El insecto prefiere especies del género Ovis, ovejas domésticas en particular. Esto puede conducir a la presencia de miasis. La mosca verde causa problemas para los granjeros de ovinos, aunque L. sericata no es una principal causa de ataques por moscas en la mayoría de las regiones.

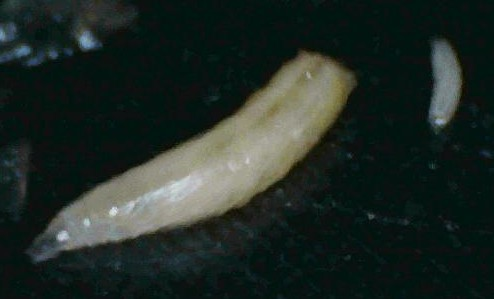
Larva